# 茲敦斯卡沃拉

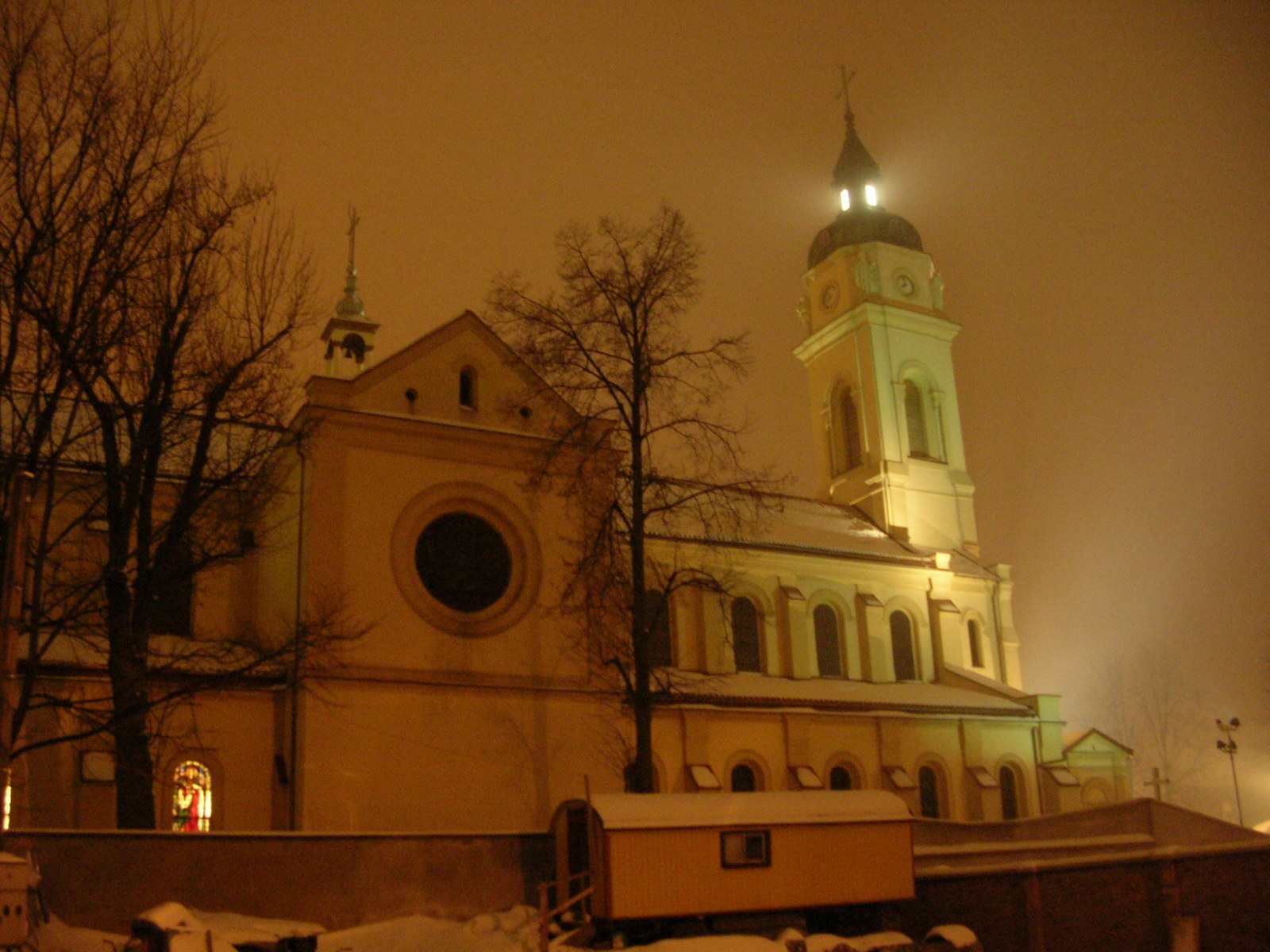

茲敦斯卡沃拉是波蘭的城鎮，位於該國中部，距離首府羅茲約45公里，由羅茲省負責管轄，面積24.58平方公里，每年降雨量500至600毫米，2006年人口44,370。
51°36′N 18°56′E / 51.600°N 18.933°E